# Сікстинська капела

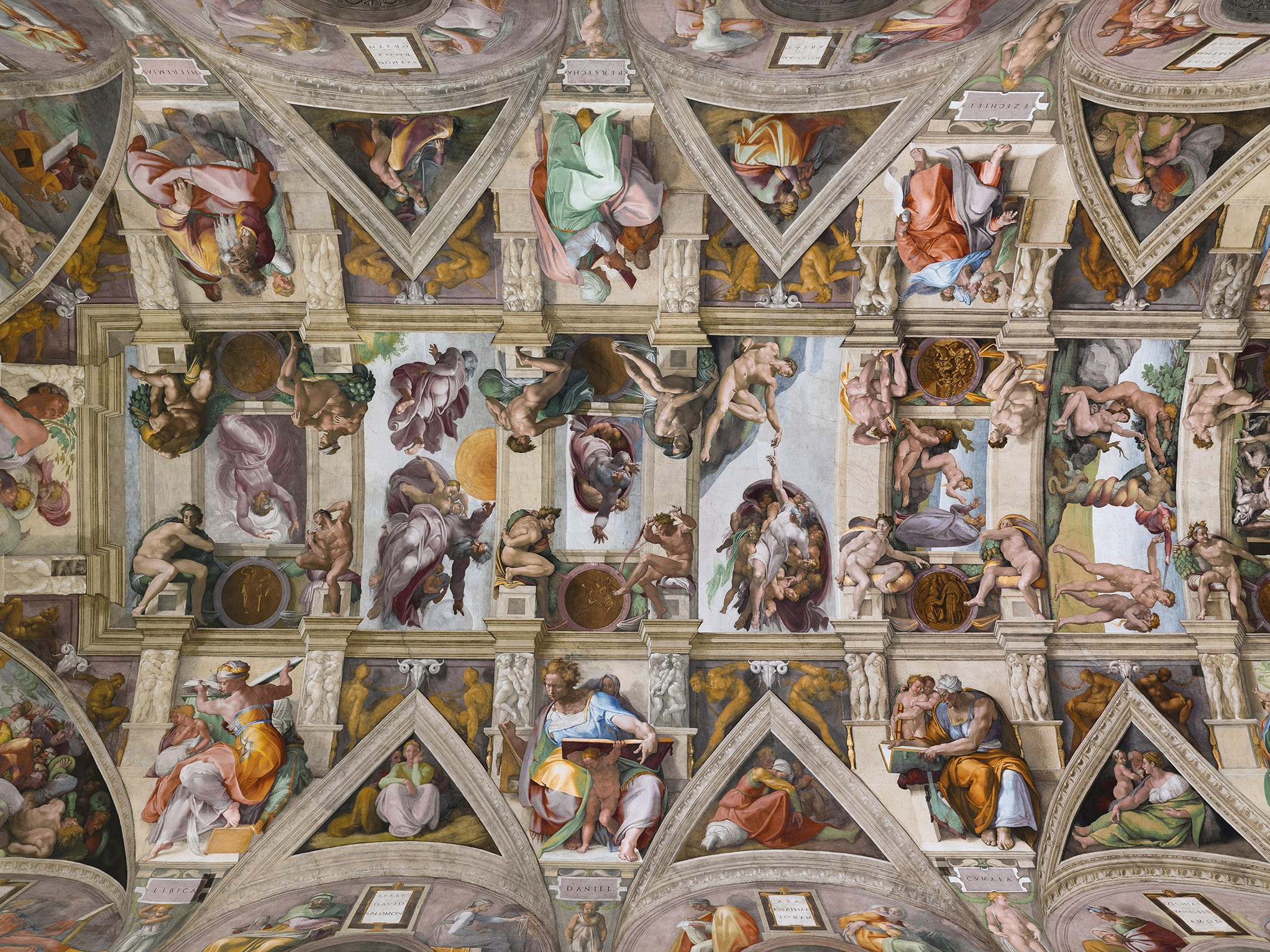
Стеля відреставрованої Сікстинської капели

Сіксти́нська капе́ла (італ. Capella sistina) — папська каплиця в Апостольському палаці, споруджена в XV ст. на замовлення папи Сікста ΙV. Інтер'єр оформлений знаменитими фресками Мікеланджело Буонарроті («Створення світу», «Страшний суд»).
Колишня домашня церква у Ватикані. Побудована в 1473–1481 роках архітектором Джорджі де Дольчі на замовлення папи римського Сікста IV, на честь якого її названо. Нині капела — музей, пам'ятник Відродження. 
Прямокутне в плані приміщення з розписами стін, які, на замовлення папи Сікста IV, розписували в 1481–1483 роках Сандро Боттічеллі, Пінтуріккйо та інші майстри. У 1508–1512 роках, на замовлення папи Юлія II, Мікеланджело Буонаротті розписував зведення з люнетами і розпалубками. У 1536–1541 роках Мікеланджело розписував вівтарну стіну — фреска «Страшний суд», на замовлення папи Павла III. З кінця XV ст., за розпорядженням Сікста IV, у капелі проходять конклави.

## Історія

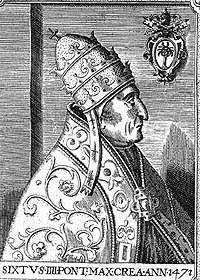
Папа Сікст IV

Сікстинську капелу споруджено на місці, де до неї існувала «Велика капела» (італ. Cappella Maggiore), у якій в епоху Середньовіччя збирався папський двір, що складався з близько двохсот членів — кардиналів, представників різних релігійних орденів і знатних родин. Сікст IV побоювався військової загрози з боку флорентійської шляхетної родини Медічі, з якою перебував у напружених стосунках, і від османського султана Мехмеда II, чиї війська загрожували південно-східним берегам Італії. Тому він вирішив зміцнити цю споруду. Проєкт створив архітектор Баччо Понтеллі, а роботи велися під керівництвом Джорджа де Дольчі. Капелу освячено 15 серпня 1483 року — на свято Внебовзяття Пресвятої Діви Марії.

## Розписи
Після зближення папи і Лоренцо Медічі 1484 року до Рима була запрошена група флорентійських художників, де вони разом з умбрійськими майстрами у 1481–83 рр. прикрасили стіни Сікстинської капели. Це були Сандро Боттічеллі, П'єтро Перуджіно, Доменіко Гірляндайо та Козімо Росселлі, за участю своїх помічників: Пінтуріккйо, Луки Сіньйореллі, Бартоломео делла Гатта, Давіда Гірландайо, П'єро ді Козімо, Б'яджо д'Антоніо. Ці фрески містили безліч портретних фігур (в збережених 12 фресках налічується не менше сотні). Спочатку фресок було 16, але збереглося 12. Стіни оперізують два цикли:
1. Історія Христа
2. Хрещення Христа (Перуджіно)
3. Покликання перших апостолів (Гірландайо)
4. Спокуса Христа і очищення прокаженого (Боттічеллі)
5. Нагірна проповідь (Козімо Росселлі)
6. Таємна вечеря (Козімо Росселлі)
7. Вручення ключів апостолу Петру (Перуджіно)
8. Історія Мойсея
9. Побиття єврейських немовлят у Єгипті і покликання Мойсея (Боттічеллі)
10. Обрізання сина Мойсея Елеазаром (Перуджіно)
11. Перехід через Червоне море (Козімо Росселлі)
12. Дарування заповідей і золотий тілець (Козімо Росселлі)
13. Обурення проти законів Мойсея (Боттічеллі)
14. Смерть і заповіт Мойсея (Лука Сіньйореллі)

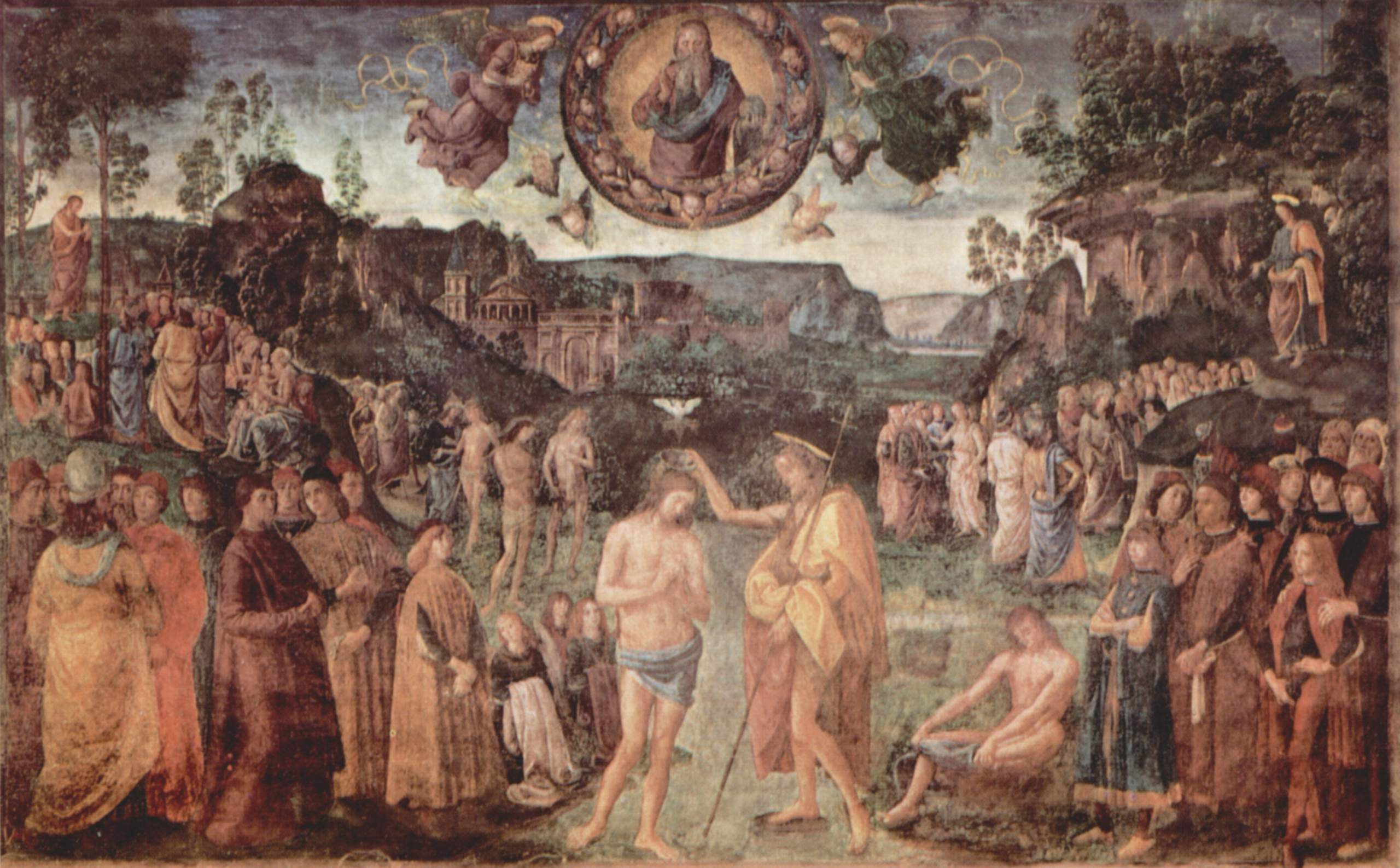
Хрещення
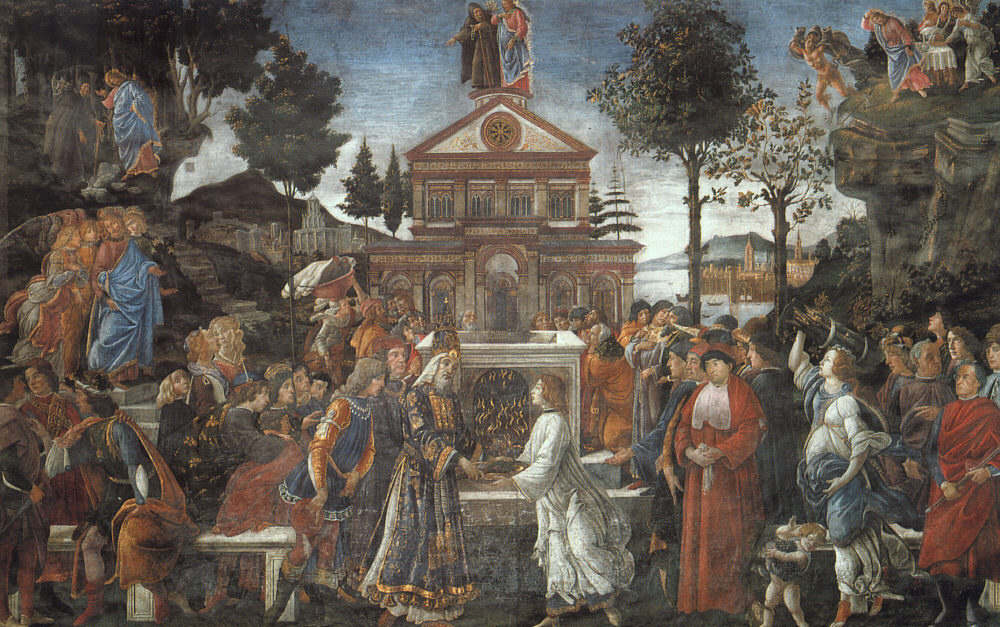
Спокушування Христа
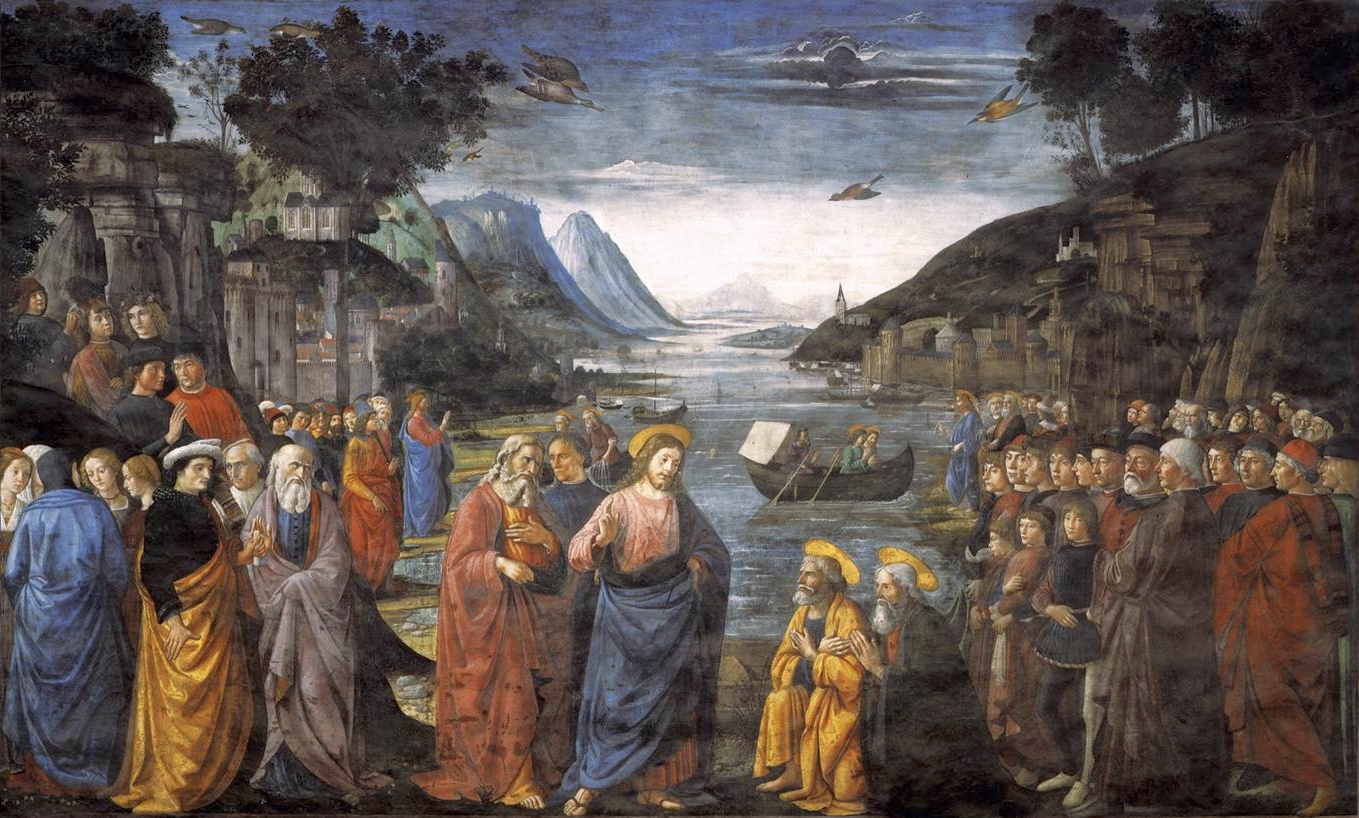
Покликання апостолів
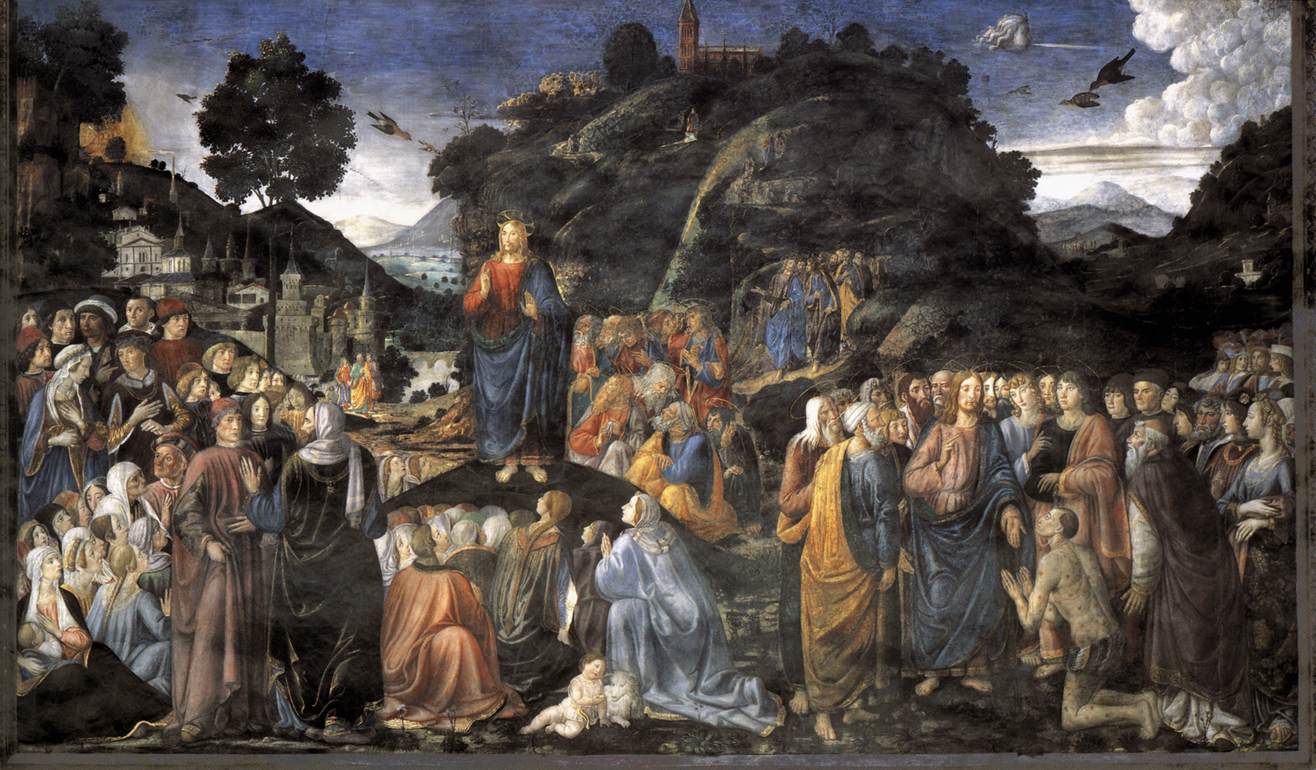
Нагорна проповідь
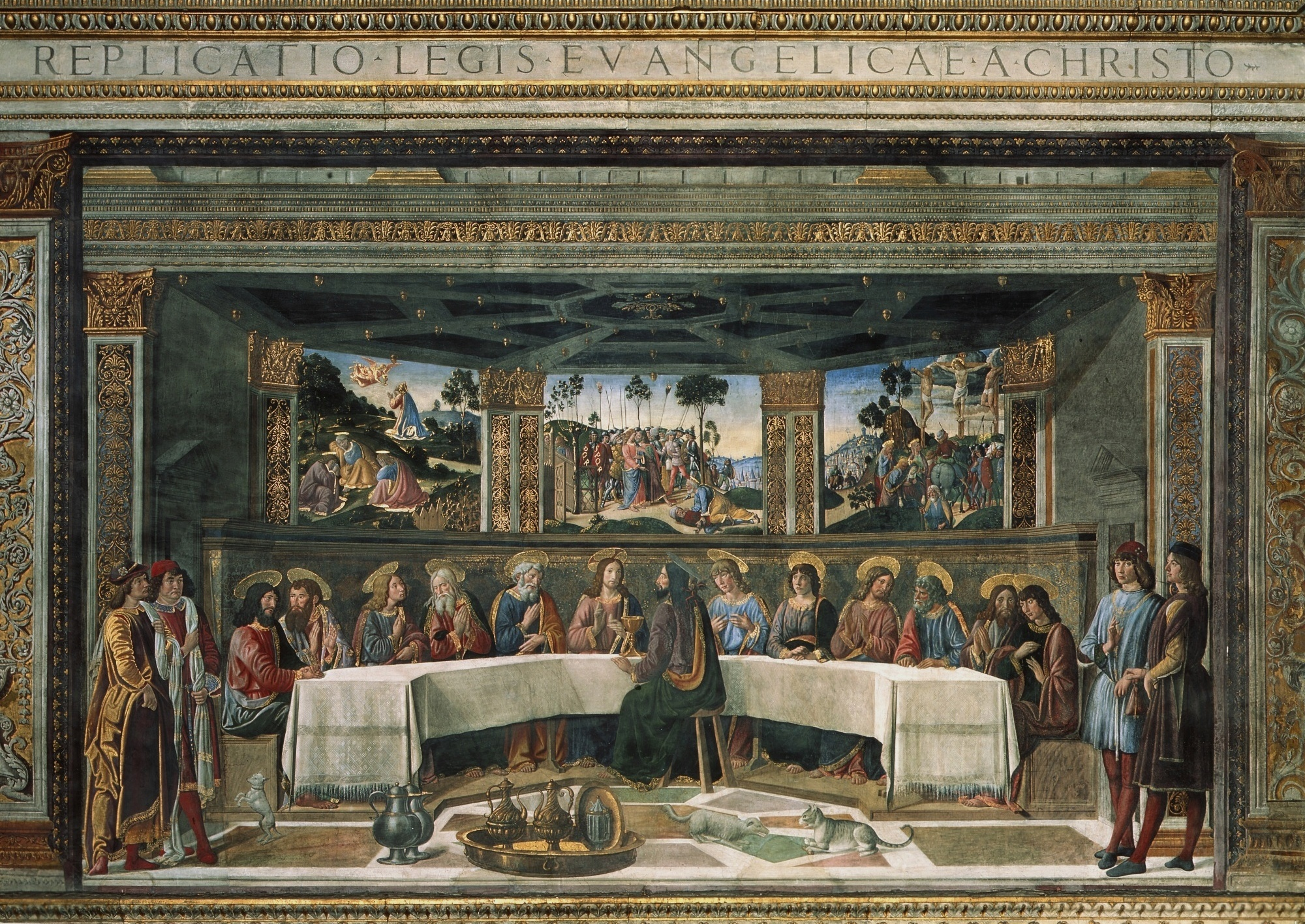
Тайна вечеря
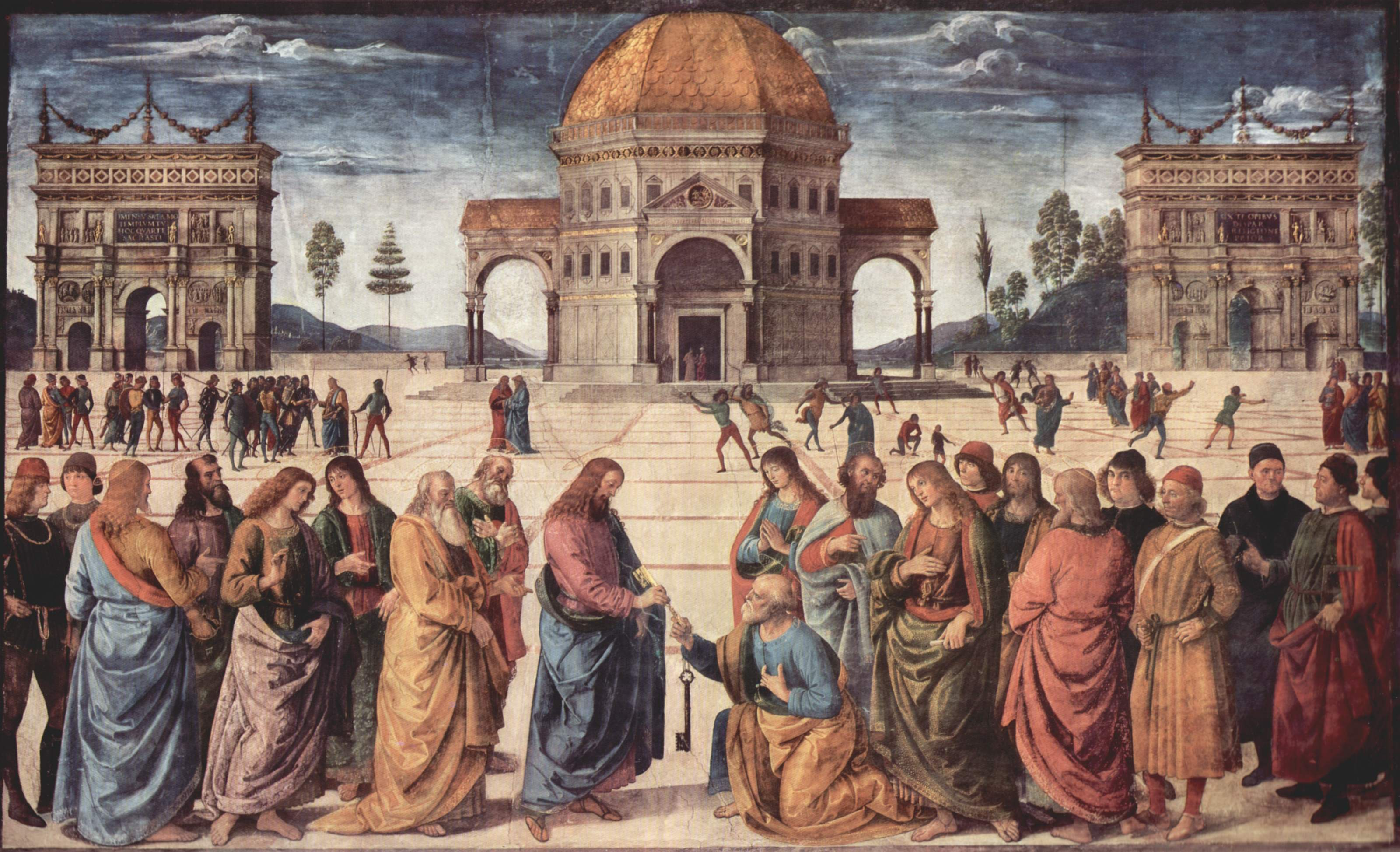
Вручення ключів
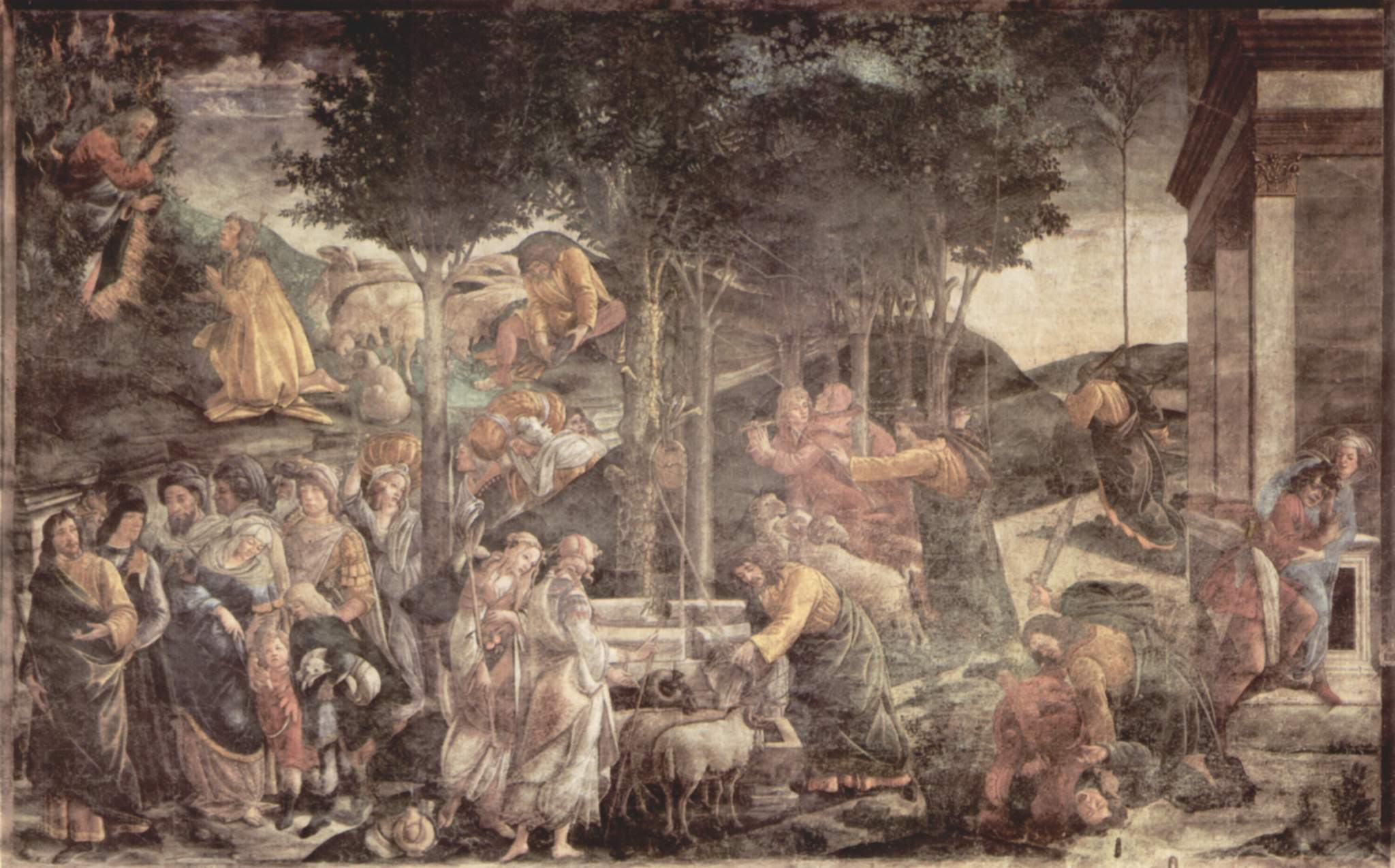
Покликання Мойсея
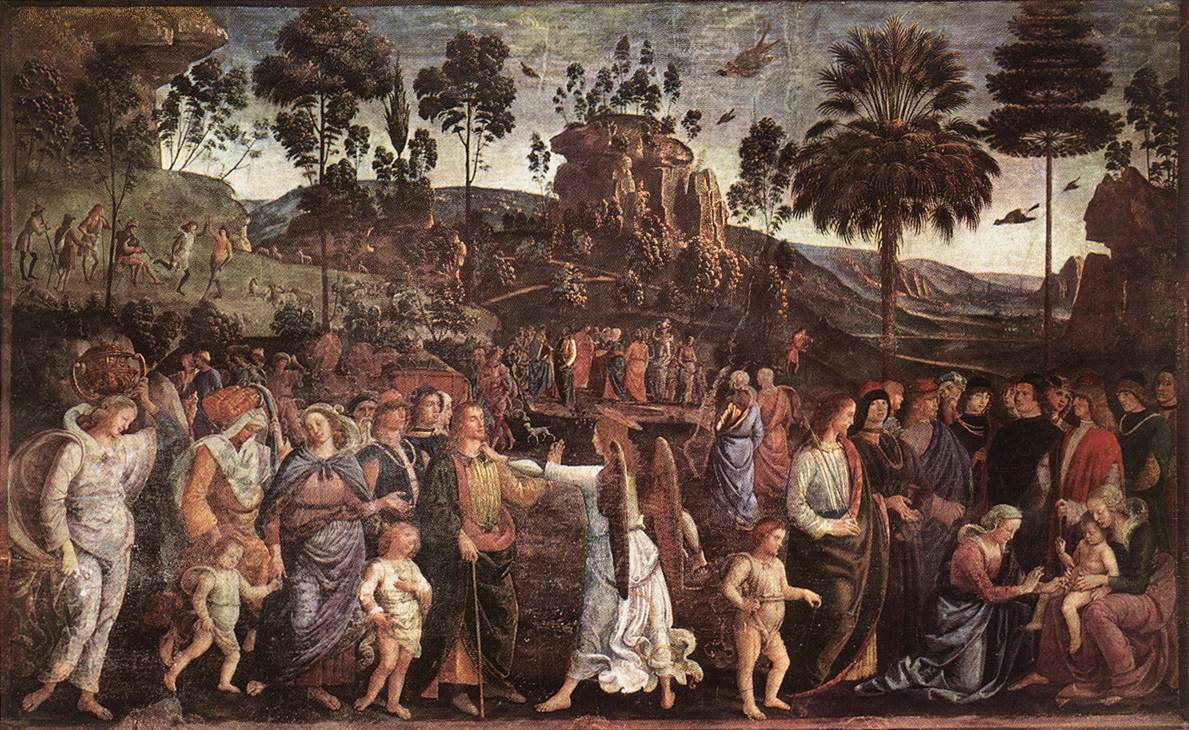
Обрізання сина Мойсея
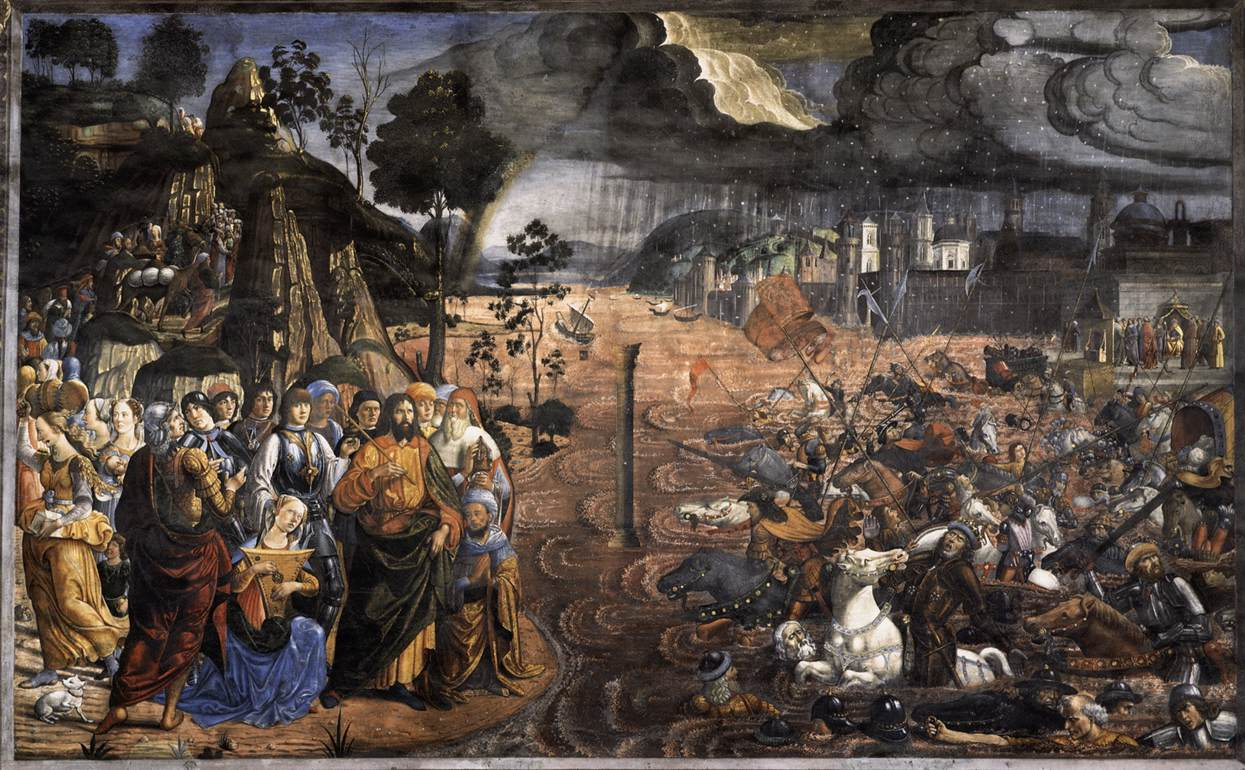
Перехід через море
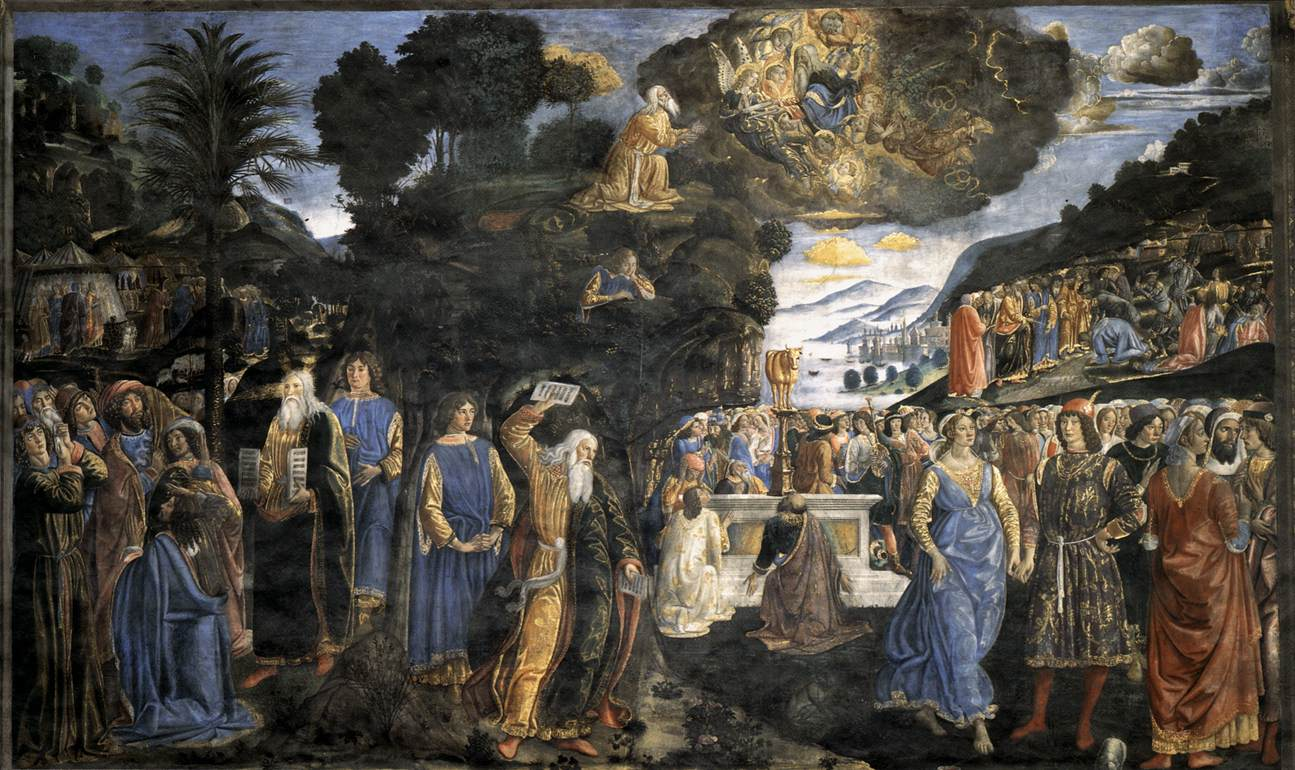
Дарування заповідей
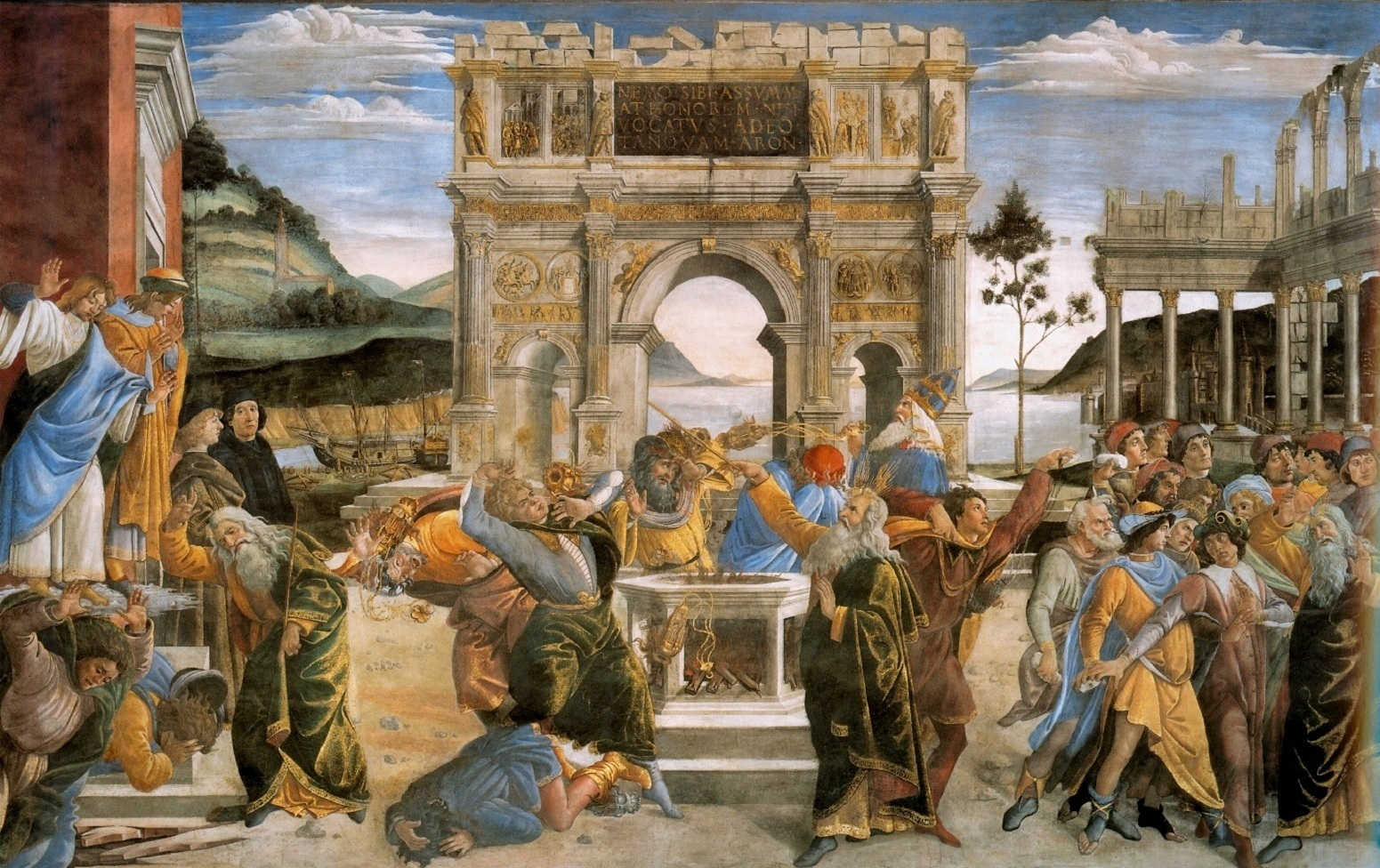
Обурення проти законів Мойсея
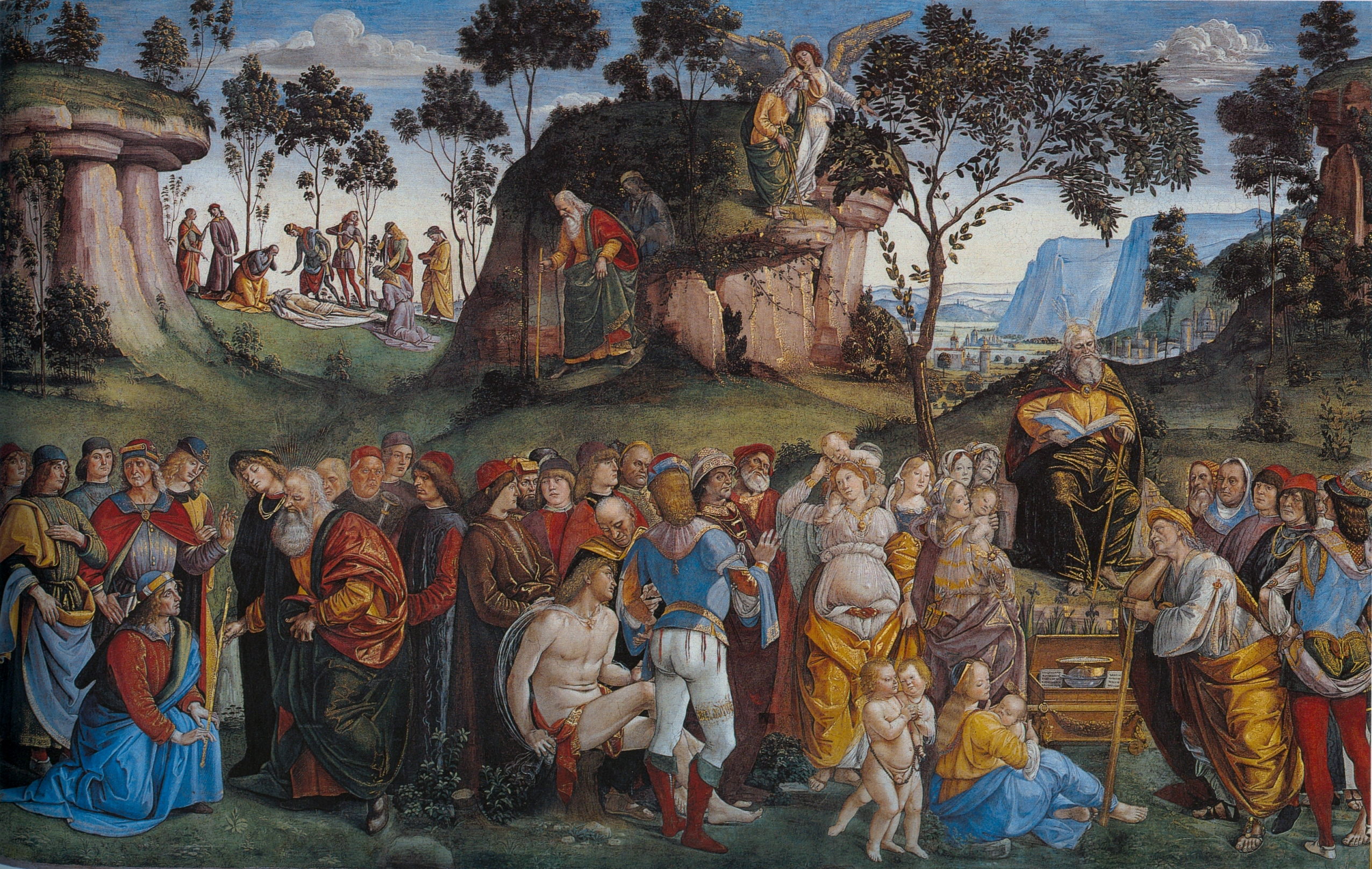
Смерть і заповіт Мойсея